# 킵 킹
킵 킹(Kip King, 1952년 8월 11일 ~ 2010년 7월 15일)은 미국의 배우, 성우이다.
시카고에서 태어났으며 로스앤젤레스에서 사망하였다.

## 출연 작품
- 코르키 로마노 (2002년)
- 콜 미 산타클로스 (2001년)
- 카마수트라 (2000년)
- 록스베리 나이트 (1998년)
- 청춘 파티 (1976, Slumber Party '57)
- 키드 갈라드 (1962년)
- 페이튼 플레이스 (1957년)
- 차와 동정 (1956년)

### 텔레비전
- 배트맨 - 66년 TV 시리즈 (1966년)
- 개구쟁이 스머프 (1981년)
- 신나는 개구쟁이 (1978년)
- 르노 911! (2003년)